# Pósfa
Pósfa là một thị trấn thuộc hạt Vas, Hungary. Thị trấn này có diện tích 5,35 km², dân số năm 2010 là 290 người, mật độ 54 người/km².